# Verezet
Verezet är en ort i Azerbajdzjan.   Den ligger i distriktet Şəki Rayonu, i den centrala delen av landet, 240 km väster om huvudstaden Baku. Verezet ligger 719 meter över havet och antalet invånare är 1 609.
Terrängen runt Verezet är kuperad åt sydväst, men åt nordost är den bergig. Närmaste större samhälle är Sheki, 5,2 km väster om Verezet. 
Trakten runt Verezet består till största delen av jordbruksmark. Runt Verezet är det ganska glesbefolkat, med 38 invånare per kvadratkilometer.